# Monte Toc

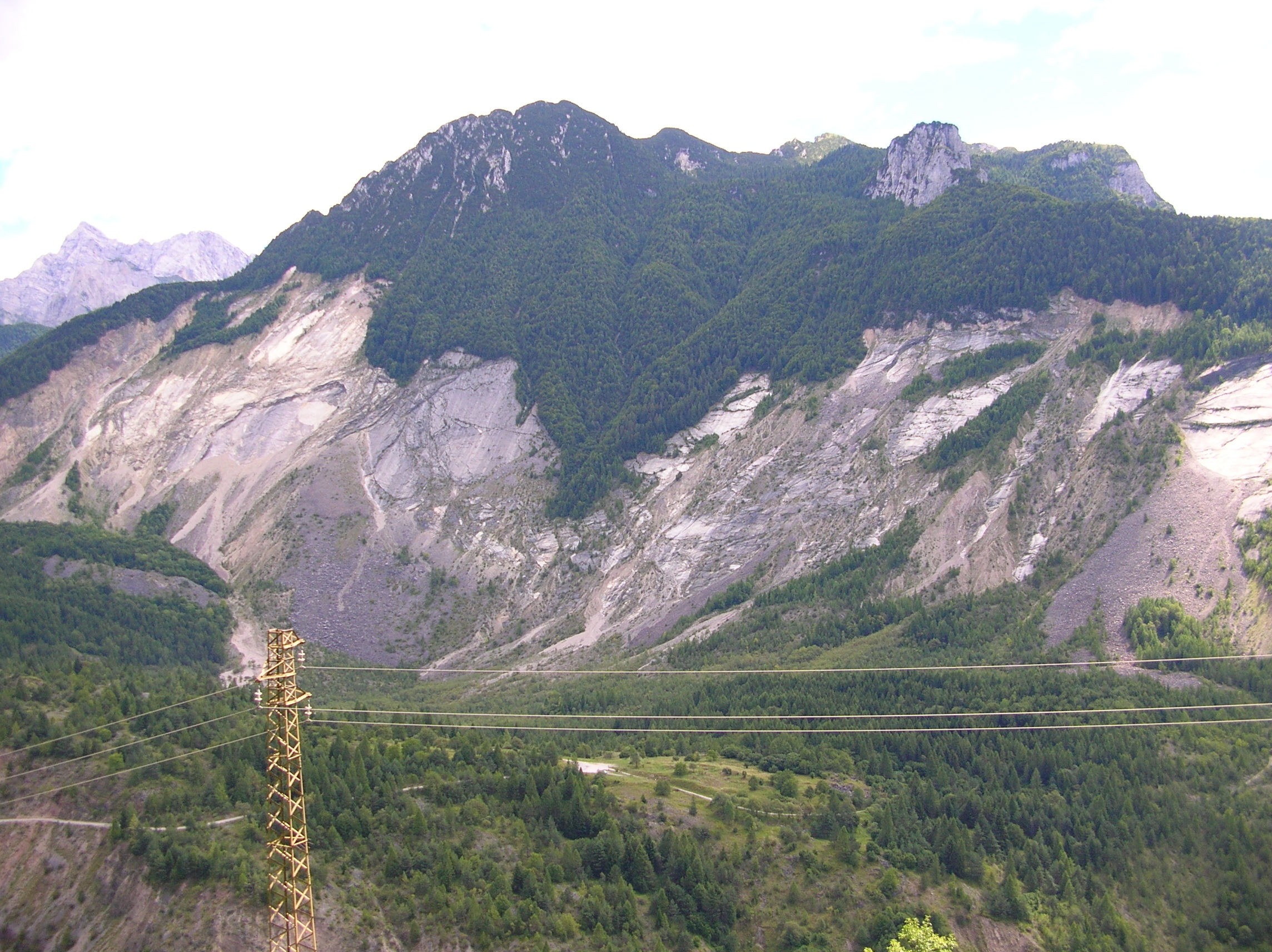
Monte Toc.

Monte Toc é uma montanha do norte da Itália. Em 9 de outubro de 1963, 260 milhões de metros cúbicos de rochas deslizaram do Monte Toc (1921m), nos Alpes italianos, caindo no reservatório de uma represa.
O impacto gerou uma onda de 250 m de altura que inundou a comunidade de Longarone, matando cerca de 2000 pessoas.